# Michael McIntyre (Komiker)

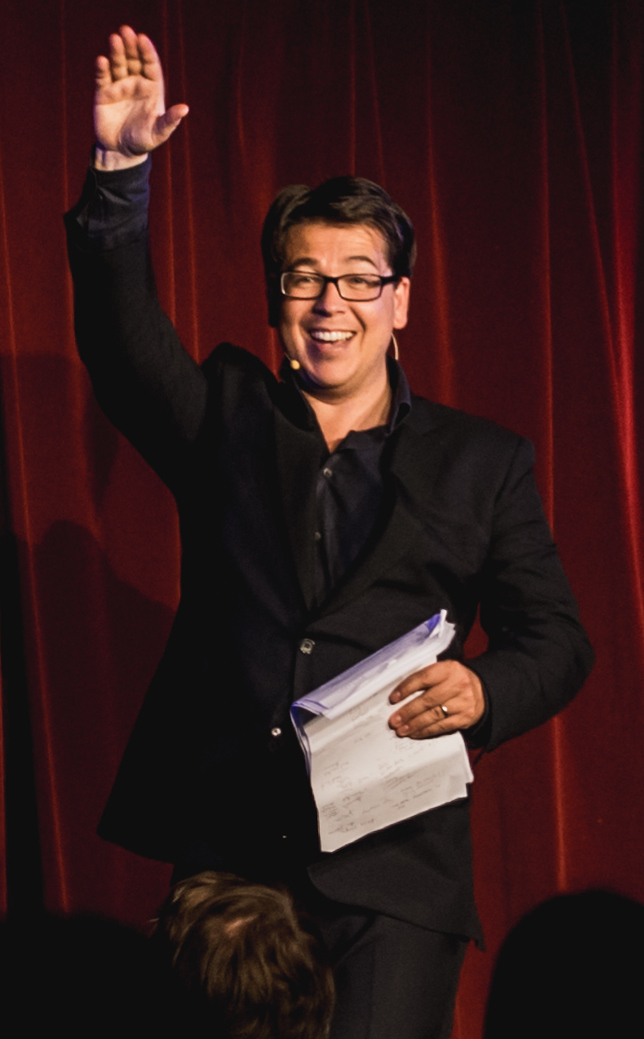
Michael McIntyre (2017)

Michael Hazen James McIntyre (* 21. Februar 1976 in London) ist ein britischer Komiker.

## Leben
McIntyre besuchte die Universität Edinburgh für ein Jahr. Das Studium brach er ab, um eine Karriere als Drehbuchschreiber zu beginnen.
McIntyre trat mehrmals in der BBC-One-Sendung Live at the Apollo auf. In den Jahren 2006, 2008 und 2010 trat er in der Royal Variety Performance auf. Von 2009 bis 2011 trat McIntyre in seiner eigenen Stand-up-Comedy-Fernsehsendung Michael McIntyre’s Comedy Roadshow auf BBC One auf. Neben seinen Fernsehauftritten tritt McIntyre auch im BBC-Radio auf. 2010 veröffentlichte er seine Autobiographie Life and Laughing: My Story. Im Jahr 2011 moderierte er den BBC Red Nose Day und war Juror in der britischen Fernsehsendung Britain’s Got Talent.
2012 startete er seine zweite Tour im Vereinigten Königreich. Mit einem Einspielergebnis von 21 Mio. Pfund war McIntyre in diesem Jahr der erfolgreichste Komiker weltweit.
Seit 2014 moderiert er auf BBC One die Comedy-Talkshow The Michael McIntyre Chat Show und seit 2015 die Michael McIntyre’s Big Show.
McIntyre ist verheiratet und Vater zweier Kinder. Sein Vater Ray Cameron war ebenfalls Komiker.

## Filmografie
- 2005–2009: Live at the Apollo
- 2009–2011: Michael McIntyre’s Comedy Roadshow
- 2011: Britain’s Got Talent (Juror)
- 2011, 2013: Comic Relief
- seit 2014: The Michael McIntyre Chat Show
- 2014: Royal Variety Performance (Moderator)
- seit 2015: Michael McIntyre’s Big Show

## Auszeichnungen
| Jahr | Preis                             | Kategorie                                                                   | Ergebnis  |
| ---- | --------------------------------- | --------------------------------------------------------------------------- | --------- |
| 2003 | Edinburgh Festival: Perrier Award | Best Newcomer                                                               | Nominiert |
| 2007 | Chortle Awards                    | Best Headliner                                                              | Nominiert |
| 2008 | Chortle Awards                    | Best Headliner                                                              | Gewonnen  |
| 2008 | British Comedy Awards             | Best Live Stand-up                                                          | Nominiert |
| 2009 | British Comedy Awards             | Best Comedy Entertainment Personality                                       | Nominiert |
| 2009 | British Comedy Awards             | Best Stand-Up                                                               | Gewonnen  |
| 2009 | GQ Award                          | Best Comedian                                                               | Gewonnen  |
| 2010 | National Television Awards        | Best Entertainment Presenter                                                | Nominiert |
| 2010 | Chortle Awards                    | Best Tour                                                                   | Gewonnen  |
| 2010 | RTS Awards                        | Best Entertainment Presenter                                                | Nominiert |
| 2010 | BAFTA Awards                      | Entertainment Performance                                                   | Nominiert |
| 2010 | British Comedy Awards             | Best Male TV Comic                                                          | Gewonnen  |
| 2012 | National Television Awards        | Best Entertainment Show (Michael McIntyre’s Comedy Roadshow)                | Gewonnen  |
| 2012 | BAFTA Awards                      | Best Entertainment Programme (Michael McIntyre’s Christmas Comedy Roadshow) | Nominiert |
| 2014 | National Television Awards        | Best Chat Show Host (The Michael McIntyre Chat Show)                        | Nominiert |
| 2016 | Billboard Touring Awards          | Top Comedy Tour                                                             | Nominiert |
| 2017 | BAFTA Awards                      | Best Entertainment Performance (Michael McIntyre's Big Show)                | Gewonnen  |
| 2017 | BAFTA Awards                      | Best Entertainment Show (Michael McIntyre's Big Show)                       | Nominiert |
| 2018 | BAFTA Awards                      | Best Entertainment Performance (Michael McIntyre's Big Show)                | Nominiert |
| 2018 | BAFTA Awards                      | Best Entertainment Show (Michael McIntyre's Big Show)                       | Nominiert |
| 2019 | RTS Awards                        | Best Entertainment Presenter (Michael McIntyre's Big Show)                  | Nominiert |
| 2019 | BAFTA Awards                      | Best Entertainment Programme (Michael McIntyre's Big Show)                  | Nominiert |
| 2022 | BAFTA Awards                      | Entertainment Performance (Michael McIntyre's The Wheel)                    | Nominiert |

## Veröffentlichungen
- 2010, McIntyre Autobiographie, Life  and Laughing: My Story. ISBN 978-0-7181-5580-3
- 2021, zweiter Teil sein Memoiren, A Funny Life ISBN 978-1-5290-6365-3